# M3戦闘ナイフ

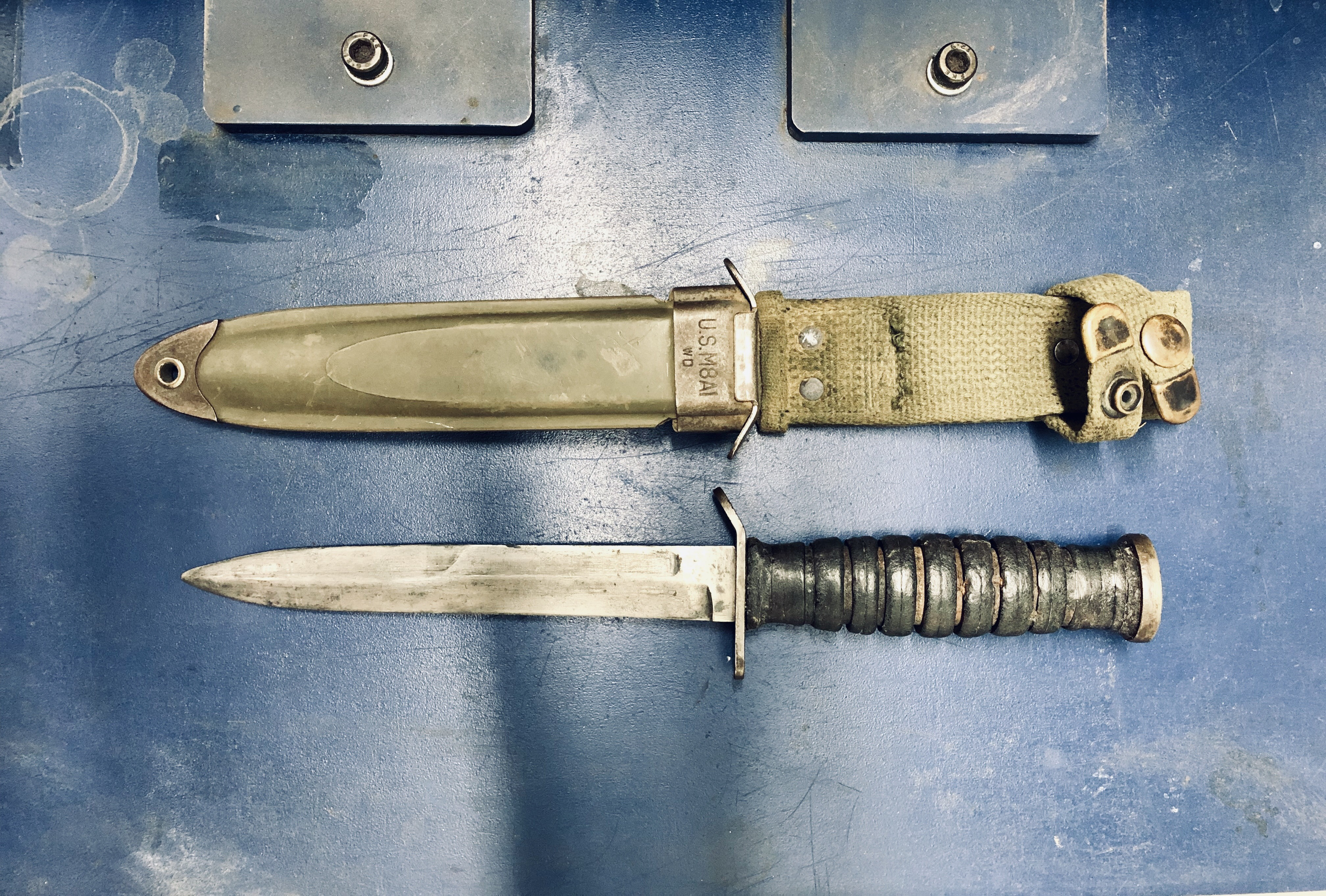
M3戦闘ナイフおよびM8A1鞘

M3戦闘ナイフ（M3せんとうナイフ、M3 fighting knife）あるいはM3 トレンチナイフ（M3 trench knife）は、アメリカ陸軍で使用されていた戦闘用ナイフである。

## 概要

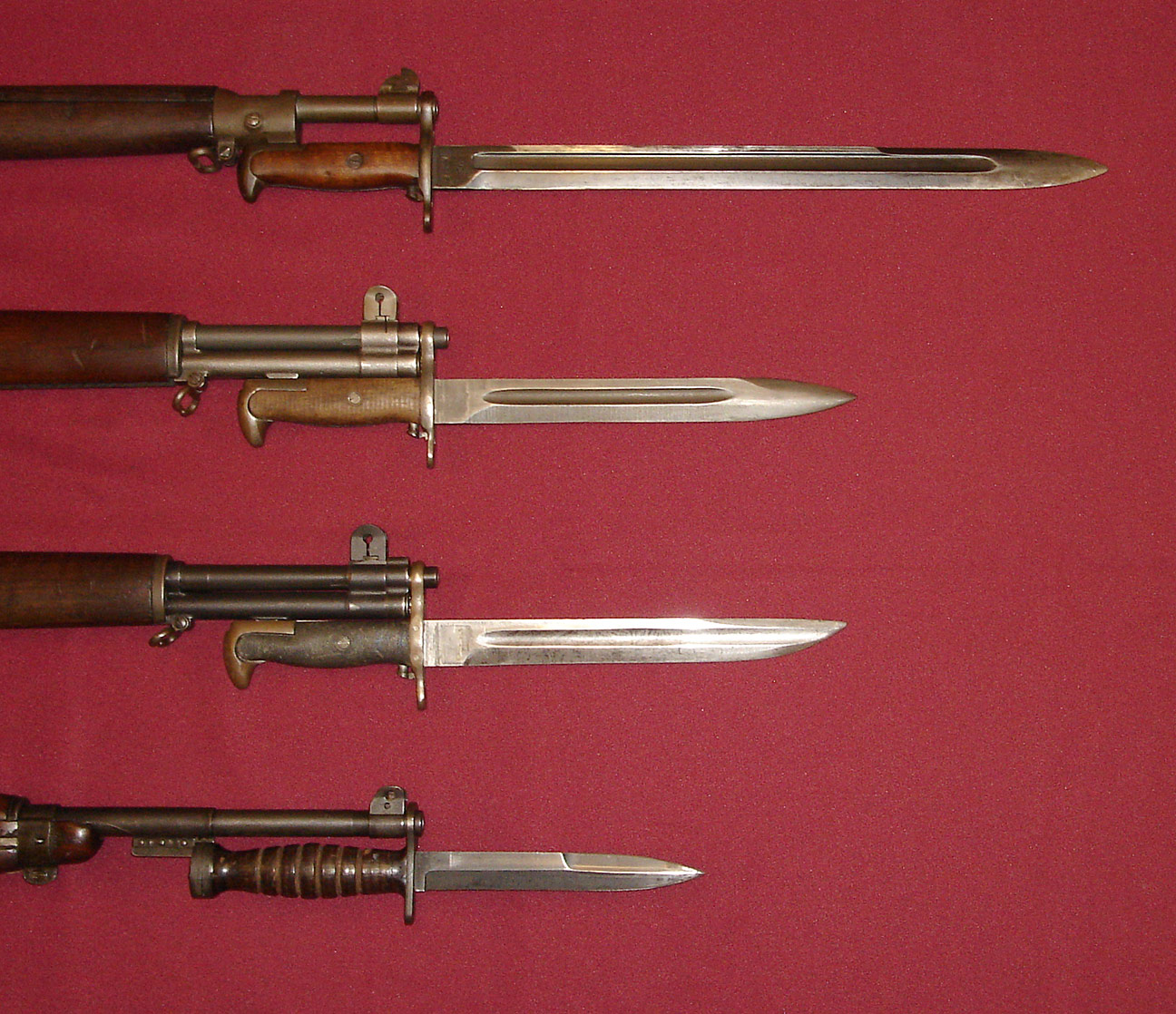
第2次世界大戦で用いられたアメリカ軍制式銃剣。上からM1905、M1、M1905E1、M4

1943年6月に採用された戦闘用ナイフで、陸軍航空隊搭乗員や、着剣が行えない銃器（M1カービン、各種短機関銃など）を装備している兵士がこのM3ナイフを使用した。
当初は銃剣を支給されていない兵士への配備を前提に設計された。しかし、設計にあたっては空挺部隊や陸軍レンジャーなど、白兵戦用ナイフを求めていた精鋭部隊の要望が強く反映されており、M3ナイフはこれらの部隊に優先して支給された。その他の部隊で広くM3ナイフが使われるようになったのは1943年から1944年頃である。
1944年8月、M3ナイフの支給が中止され、これを代替する装備としてM4銃剣が採用された。M4銃剣はM3ナイフのデザインをほとんどそのまま受け継いでいた。これに合わせ、M1カービンにはM4銃剣に対応した着剣装置が追加された。

## 歴史
M3 ナイフは、金属資源の節約を目的に、アメリカ陸軍において第一次世界大戦期に採用されたマーク1トレンチナイフを更新するべく開発された。1942年12月、新たなトレンチナイフの選定に当たっていた小軍需産業委員会（Smaller War Plants Corporation Board, SWPC）では、後にM3ナイフとなる新設計案と、既に海兵隊が採用していた1219C2戦闘多用途ナイフの比較を行った。どちらも製造に必要とされる金属資源は同程度だったが、全体的な生産コストではM3ナイフが優れており、SWPCはこれの採用を決定した。
1219C2ナイフと比較されたものの、M3ナイフは1219C2ナイフのように戦闘ナイフ（fighting knife）と多用途ナイフ（utility knife）の機能を兼ね備えた装備とは見なされていなかった。1943年に発行された標準装備目録（Catalog of Standard Ordnance Items）でも、次のように解説されている。
陸軍におけるM3ナイフの支給は1943年3月から始まり、空挺部隊や陸軍レンジャーなどの精鋭部隊が優先してこれを受け取った。M3ナイフは、いくつかの実用上の問題があった事から、装備としての評価は決して高くない。M3ナイフそのものは一般的なレイアウトかつバランスのよい設計だったが、鉄鋼を節約するために刃は細身になっており、何かを切るよりも突き刺す事に向いていた。これは、M3ナイフが戦闘ナイフたる役割のみを果たすという前提の元で成された設計だったが、一般部隊への支給が進むにつれて、弾薬箱や缶詰の開封といった多用途ナイフ的な役割が果たせないM3ナイフへの苦情は徐々に増加した。これに加えて、一部の兵士からは野戦環境にてM3ナイフの刃を研ぎ、維持する事はその構造上非常に難しいと訴えた。これは、強度維持のために行われた面取りなどの加工が原因であった。なお、これらの加工によって実現された強度維持の効果は限定的なものだった。
1944年、M3ナイフはOSSダガーを更新した。
やがて、陸軍ではM1カービン向けの新形銃剣設計を開始する。その際、M3ナイフの設計が直接取り入れられ、また、二次的にM3ナイフを置き換える事も期待された。この銃剣は合衆国M4銃剣（Bayonet, U.S. M4）の制式名称が与えられ、1944年6月から配備が始まった。これに合わせてM3ナイフは準標準装備と位置づけられ、同年8月には最終生産が行われた。その時点でのM3ナイフの生産数は2,590,247振りであった。
1944年8月の生産終了により、M3ナイフはアメリカ軍が採用した戦闘用ナイフのうち、生産期間と運用期間が共に最も短い装備となった。しかし、刃などM3ナイフの設計の一部はM4、M5、M6、M7など以後の銃剣に受け継がれていった。

## 設計と機能
設計にあたり、M3ナイフは高品位な金属の使用と機械加工作業を最小限に抑える事が求められた。M3ナイフは、比較的細身なナイフである。刃渡りは6.75インチで、形状は従来の銃剣に類似している。また、切っ先から3.5インチまでは両刃となっていた。刀身は炭素鋼で、黒染めないしパーカー処理が施されていた。握りは当初は溝付の革製だったが、まもなくして円盤形状の革片を重ねた構造に簡素化された。この革製円盤は旋盤で加工された後に、研磨およびラッカー処理が施されていた。鍔は鋼鉄製で、握りやすくするために一端が湾曲していた。
当初、M3ナイフは革製のM6鞘と共に支給された。M6鞘の端には革紐が取り付けられており、兵士はこれを用いて鞘を足に固定することができた。後にOD色グラスファイバー製のM8鞘、M8A1鞘が採用されるとこれに更新された。アメリカ軍の空挺隊員は、パラシュートの吊索の切断や緊急時の自衛に用いるべく、長靴にM3ナイフと鞘を括りつける事が多かったという。

## 製造元
M3 ナイフは、第二次世界大戦中にアメリカ国内の多くの刃物メーカーで製造された。アエリアル・カトラリー（Aerial Cutlery Co.）、W・R・ケース・アンド・サンズ・カトラリー（W. R. Case & Sons Cutlery Co.）、インペリアル・ナイフ（Imperial Knife Co.）、PALカトラリー（PAL Cutlery Co.）、カミラス・カトラリー（Camillus Cutlery Co.）、ロブソン（シューエッジ）カトラリー（Robeson（ShurEdge）Cutlery Co.）、キンフォルクス（Kinfolks Inc.）、ウティカ・カトラリー（Utica Cutlery Co.）、H・ボカー（H. Boker & Co.）などの刃物メーカーがM3 ナイフの製造元として知られる。